# 瓜伊拉萨
瓜伊拉萨是巴西巴拉那州的一个市镇。总面积493.939平方公里，总人口5875人，人口密度11.9人/平方公里。